# Осока Буека
Осо́ка Бу́ека, или Осо́ка Бу́эка (лат. Carex buekii) — многолетнее травянистое растение, вид рода Осока (Carex) семейства Осоковые (Cyperaceae).

## Ботаническое описание

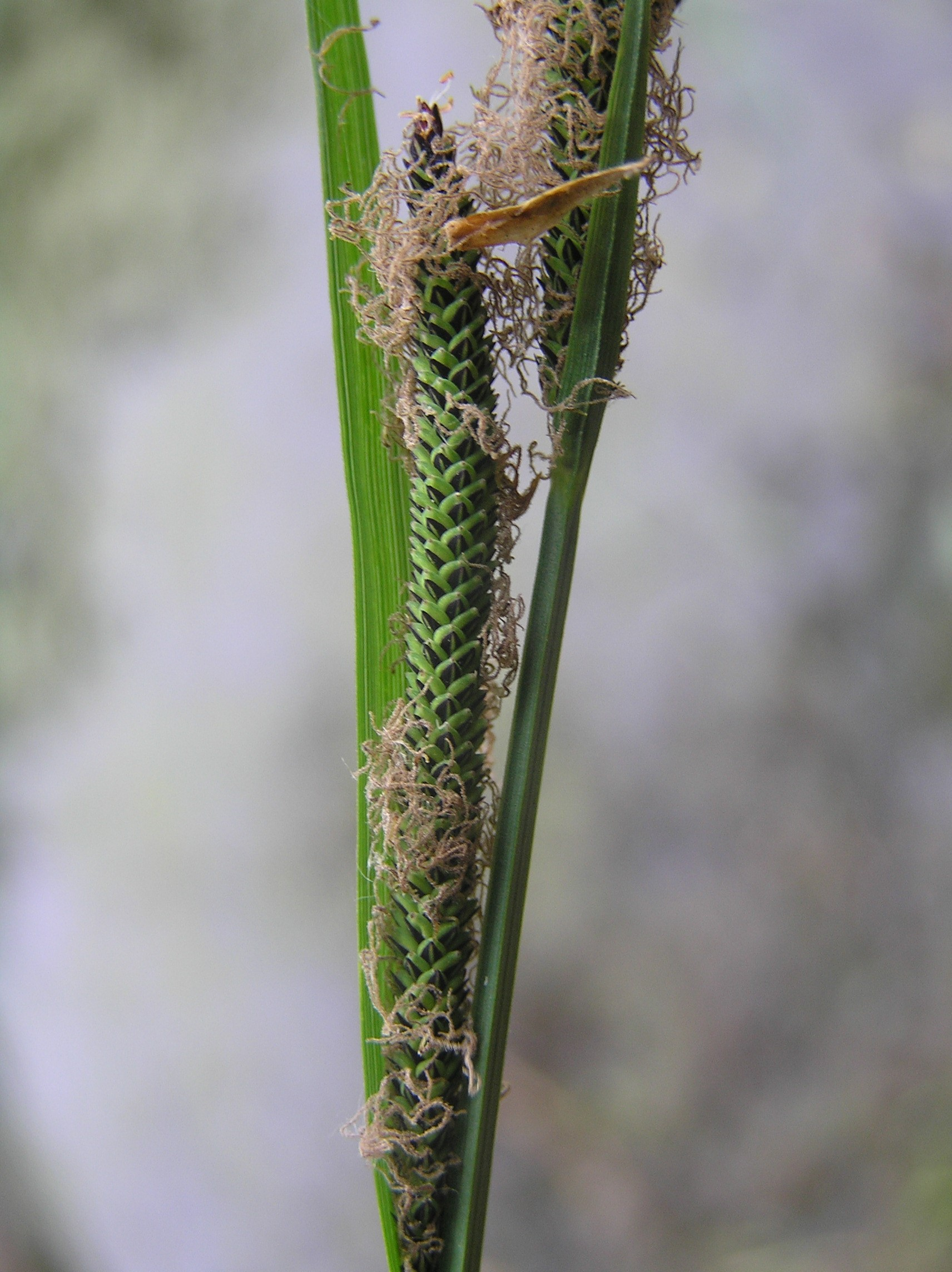
Женское соцветие, Чешская Республика

Зелёное растение с длинным или коротким ползучим корневищем, образующее рыхлые или плотные дерновины или, иногда, небольшие кочки, дающее толстые подземные побеги.
Стебли утолщённые, остроугольно-треугольные, остро-шероховатые, 45—100 см высотой, окружены при основании широкими, килеватыми, красновато-коричневыми, чешуевидными, сетчато расщеплёнными влагалищами листьев.
Пластинки листьев 5—8(10) мм шириной, плоские, с краем несколько заёрнутым назад, равные стеблю.
Все колоски в соцветии сближенные. Верхние 1—3 колоска тычиночные, линейные или веретеновидные, 2,5—6 см длиной; нижние 3—5 — пестичные или, нередко, андрогинные (на верхушке с тычиночными цветками), узкоцилиндрические, 4—10 см длиной, 0,4—0,5 см шириной, густые, книзу более рыхлые и суженные, нижние на ножках, прямостоячие или отклонённые. Чешуи пестичных колосков ланцетные, островатые, тёмно-бурые, со светлой серединой, немного короче мешочков или равные им, в два раза у́же. Мешочки мелкие, яйцевидные или обратнояйцевидные, 2—2,3 мм длиной, плоско-выпуклые, желтовато-зелёные или сверху пурпурово-крапчатые, без жилок или с очень неясными жилками и коротким цельным носиком. Нижний кроющий лист короче соцветия или, иногда, равен ему.
Плодоносит в мае—июне.
Вид описан из Юго-Западной Польши.

## Распространение
Центральная и Южная Европа; Европейская часть России: юг Волжско-Донского бассейна, низовья Дона; Украина: Николаевская область; Кавказ: район Майкопа, бассейн Урупа, бассейн Терека, Грузия (Бакуриани, озеро Табисхури), Азербайджан (очень редко).
Растёт на пойменных лугах, в пересыхающих руслах рек, приречных ивняках, черноольшанниках, в балках, канавах, обычно на солонцеватых местах.